# Skunksowiec pasiasty
Skunksowiec pasiasty, surillo pasiasty (Conepatus semistriatus) – gatunek ssaka z rodziny skunksowatych wysepujący w Ameryce Środkowej i Południowej od Meksyku do Peru i Brazylii. Najchętniej żyje w lasach, ale można go również spotkać na sawannach.

## Wygląd
Długość ciała ok. 57 cm, masa ok. 1,6 kg, samce większe od samic. Sierść czarna, szorstka, z białym pasem biegnącym od szyi ku ogonowi i rozdzielającym się na dwa osobne paski. Na ogonie występują zarówno czarne, jak i białe włosy. Długie pazury. Nos podobny do świńskiego.

## Tryb życia
Nocny tryb życia. Chętnie przebywa w towarzystwie innych osobników swego gatunku. Terytorialny, rozmiar terytorium zależy od pory roku – wynosi on ok. 53 hektary podczas pory suchej i 18 hektarów podczas pory deszczowej. Wahania rozmiarów terenu powiązane są z dostępnością pożywienia, terytorium jest mniejsze, gdy jedzenia jest dużo. Żywi się głównie mięsem – ssakami, ptakami, gadami i bezkręgowcami, ale zjada też ziarna, orzechy i owoce.

## Rozmnażanie
Niewiele wiadomo o rozmnażaniu się tego ssaka. Prawdopodobnie okres rozrodczy przypada wiosną. Samica rodzi 2-5 młodych, które karmi mlekiem przez ok. 3 miesiące. Dojrzałość płciową osiągają w wieku ok. 10 miesięcy.